# أدوات سياسة الاقتصاد الكلي
أدوات سياسة الاقتصاد الكلي هي كميات الاقتصاد الكلي التي يمكن السيطرة عليها مباشرة من قبل صانع السياسة الاقتصادية. يمكن تقسيم الأدوات إلى مجموعتين فرعيتين: أ) أدوات السياسة النقدية و ب) أدوات السياسة المالية. يتم تنفيذ السياسة النقدية من قبل البنك المركزي لبلد (مثل الاحتياطي الفيدرالي في الولايات المتحدة) أو منطقة فوق وطنية (مثل منطقة اليورو). يتم تنفيذ السياسة المالية من قبل الفروع التنفيذية والتشريعية للحكومة وتتعامل مع إدارة ميزانية الدولة.